# Dirk van Foreest (1614-1679)
Dirk van Foreest (Hoorn, 20 augustus 1614 – aldaar, 3 augustus 1679) was onder meer vroedschap van Hoorn, (tweede) secretaris van de Gecommitteerde Raden van Holland in het Noorderkwartier en bewindhebber van de Geoctroyeerde West-Indische Compagnie. Tevens was hij hoofdingeland van de Heerhugowaard en de Schermer.
Dirk van Foreest werd geboren als zoon van Jan van Foreest (1586–1651) en Josina van Segwaert (1685–1657). Op 8 januari 1640 trouwde hij te Hoorn met zijn verre achternicht Hester van Foreest (1615–1705), dochter van Nanning van Foreest (1578–1668) en Machteld van Sonnevelt (ca. 1585 – 1616). Zij kregen een zoon en een dochter. De zoon Jacob zou uitgroeien tot een van de voornaamste Hoornse regenten. De dochter Machteld van Foreest (1642–1721) zou trouwen met de zeer vermogende Alkmaarse regent Gerard van Egmond van de Nijenburch (1646–1712), heer van Petten en Nolmerban.